# 香港政府農曆新年求籤活動
香港政府農曆新年求籤活動是指每年農曆大年初二（車公誕），香港政府派出一名官員或公職人士代表香港，到沙田車公廟為香港來年運程求籤。該名人士從籤筒搖出一枝籤，再由廟內解籤師傅解釋籤文意思。而車公廟所屬地區之沙田鄉事委員會於該天也會派出其主席，為該區求籤。
起初是由布政司署政務科或民政事務局官員負責求籤，但2003年新上任的民政事務局局長何志平為香港求得下籤。同年香港因SARS疫症而百業蕭條，而政府推行香港基本法23條立法和梁錦松偷步買車避稅，更導致民怨沸騰，高達50多萬人參加七一遊行，向當局表達不滿，兩名問責制官員辭職。有人批評何志平本身是基督徒，根本就不相信道教的車公，在求籤前沒有齋戒沐浴，求籤時又身穿黑衣，進行此種活動是褻瀆神明，因此求得下籤，自2004年開始，改由新界鄉議局主席負責（2004年至2015年為劉皇發，2016年起為劉業強）。
車公廟的籤筒有96支籤，上籤35支、中籤44支、下籤17支。除了香港政府外，其他市民或民間團體也會為運程求籤。

## 求籤結果
| 歲次 | 求籤日期      | 求籤者 | 為香港求得之籤號（吉凶） | 為沙田求得之籤號（吉凶） | 籤文 |
| ---- | ------------- | ------ | ------------------------ | ------------------------ | --- |
| 乙亥 | 1995年2月1日  |        | 61（上）                 |                          | （61）傳來信息果無差，轉運時來自興家；篤志雲程須著力，何須今日賜榮華。 解曰：凡事吉利 |
| 丙子 | 1996年2月20日 |        | 70（上）                 |                          | （70）形模飄蕩入山林，困苦如今未出身；逢得清明佳節至，不超群處也超群。 解曰：事事亨通 |
| 丁丑 | 1997年2月8日  |        | 81（上）                 |                          | （81）酒逢知己千杯少，話不投機半句多；偶遇貴人相會敘，窗開明月照書臺。 解曰：萬事皆吉 |
| 戊寅 | 1998年1月29日 |        | 37（上）                 |                          | （37）不見眠羊臥虎皮，誰知百獸莫相欺；一朝虎失羊仍在，咀嚼還依伏虎時。 解曰：萬事許可 |
| 己卯 | 1999年2月17日 | 呂孝端 | 34（上）                 |                          | （34）收拾行程往帝京，姓名必舉動公卿；承恩深處朝金闕，得賜傳臚唱姓名。 解曰：萬事亨通 |
| 庚辰 | 2000年2月6日  | 呂孝端 | 91（中）                 |                          | （91）得失生成怎奈何，且將貪字早收科；富貴追求求不得，縱然求得也無多。 解曰：家宅平平，求財半遂；自身欠吉，占病作福 |
| 辛巳 | 2001年1月25日 | 呂孝端 | 30（上）                 |                          | （30）魂宵魄爽氣為真，身似如來妙色新；天眼恢恢臨坐下，不虧積善有功人。 解曰﹕待至福來，萬事大吉 |
| 壬午 | 2002年2月13日 | 呂孝端 | 38（中）                 | 31（中）                 | （38）人扳高處求真果，我向低邊拾芥羌；媚奧不如去媚灶，莫教步獵逞英豪。 解曰：凡事守舊，自身平安；家宅興旺，求財遂意 |
| 癸未 | 2003年2月2日  | 何志平 | 83（下）                 | 17、21（中）             | （83）掛帆順水上揚州，半途頗耐浪打頭；實力撐持難寸進，落橈下𢃇水難流。 解曰：凡事不吉 |
| 甲申 | 2004年1月23日 | 劉皇發 | 76（中）                 | 71（上）                 | （76）人情反覆似波濤，勿謂金蘭結義高；上古守明金重利，囊空不見舊同袍。 解曰：凡事子細，占病作福；自身平安，婚姻不合 （71）龍吟溪外水自甘，虎笑崗中去復還；境傑風雲能際會，地靈潮障兩相參。 解曰：萬事亨通                                                   |
| 乙酉 | 2005年2月10日 | 劉皇發 | 13（中）                 | 10（上）                 | （13）持齋受戒須精致，盛積爐烟荐聖賢；香火滿堂皆顯應，何勞經卷往西天。 解曰：家宅大吉，占病作福；凡事用心，婚姻不合，自身平安，求財半遂 （10）軍民重權歸一握，大榮大辱在今朝；必須着力當前去，莫作尋常一樣看。 解曰：諸事大吉                               |
| 丙戌 | 2006年1月30日 | 劉皇發 | 75（上）                 | 63（中）                 | （75）肄業求謀各有方，朝為田舍暮為皇；田可耕時書可讀，自然利就有名揚。 解曰：凡事吉利 （63）吾人學業更精虔，苦學勞心得自然；一貫求成須着力，功成亨利萬年傳。 解曰：家宅興隆，堅心求謀；自身平安，求財遂意                                                   |
| 丁亥 | 2007年2月19日 | 劉皇發 | 36（中）                 | 51（中）                 | （36）問君曾見舊時無，一醉昏迷誰為扶；正是今朝新樣出，無錢空手又來沽。 解曰：舊願未還，家宅平安；自身平安，求財半遂 （51）事業求謀且待時，若然亂動失原機；馬行千里須防倦，遠病年深不可醫。 解曰：凡事守舊，家宅平安；自身平安，占病作福                     |
| 戊子 | 2008年2月8日  | 劉皇發 | 60（上）                 | 37（上）                 | （60）賢路晴明此日開，三千才子赴京臺；人逢亨通知如意，金榜標名萬古傳。 解曰：家宅平安，自身得運；求財遂意，婚姻可許 （37）不見眠羊臥虎皮、誰知百獸莫相欺、一朝虎失羊仍在、咀嚼還依伏虎時。 解曰：萬事可許                                                   |
| 己丑 | 2009年1月27日 | 劉皇發 | 27（下）                 | 62（下）                 | （27）君不須防人不肖，眼前鬼卒皆為妖；秦王徒把長城築，禍去禍來因自招。 解曰：內有家鬼，自身不安；家宅不吉，求財不遂 （62）聞道他鄉風景好，爭名奪利逞英豪；只防路遠波濤急，馬倦人勞枉自勞。 解曰：凡事不利                                                   |
| 庚寅 | 2010年2月15日 | 劉皇發 | 53（中）                 | 21（中）                 | （53）睽別家園歲月多，不知家內若如何；昨宵一夢真端的，今日人傳信不訛。 解曰：先難後易，凡事可許 （21）頃畝之田歲月深，祖宗創積到于今，勸君勿論多和少，寸土原來一寸金。 解曰：家宅興旺，自身平安；求財半遂，占病不妨                                         |
| 辛卯 | 2011年2月4日  | 劉皇發 | 11（中）                 | 14（中）                 | （11）威人威威不是威，只當着力有箴規；白登曾起高皇閣，終被張良守舊圍。 解曰：凡事守舊，求財遂意；自身得運，婚姻不合 （14）鉞能罰惡明天憲，善者禎祥惡災殃；公道但存方寸地，那有驟雨列風霜。 解曰：家宅平平，占病作福；自身平安，出入平列；婚姻不合，求財半遂 |
| 壬辰 | 2012年1月24日 | 劉皇發 | 29（中）                 | 76（中）                 | （29）何為邪鬼何為神，神鬼如何兩不分；但管信邪修正外，何愁天地不知聞。 解曰：凡事皆吉 （76）人情反覆似波濤，勿謂金蘭結義高；上古守明金重利，囊空不見舊同袍。 解曰：凡事子細，占病作福；自身平安，婚姻不合                                                   |
| 癸巳 | 2013年2月11日 | 劉皇發 | 95（下）                 | 60（上）                 | （95）駟馬高車出遠途，今朝赤腳返回廬；莫非不第人還井，亦似經營乏本歸。 解曰：宜慎小人，凡事不利 （60）賢路晴明此日開，三千才子赴京臺；人逢亨通知如意，金榜標名萬古傳。 解曰：家宅平安，自身得運；求財遂意，婚姻可許                                         |
| 甲午 | 2014年2月1日  | 劉皇發 | 4（中）                  | 51（中）                 | （4）福無私與皆天賜，禍不空生自有招；一片婆心能積善；自然福長禍潛消。 解曰：家宅興吉，求財半遂；自身平安，堅心求謀 （51）事業求謀且待時，若然亂動失原機；馬行千里須防倦，遠病年深不可醫。 解曰：凡事守舊，家宅平安；自身平安，占病作福                      |
| 乙未 | 2015年2月20日 | 劉皇發 | 20（中）                 | 32（下）                 | （20）晨粧露彩髻邊雲，玉佩珠顏錦似銀；色則是空空是色，觀音曾勸世間人。 解曰：不可貪心，自身平平；家宅平安，求財半遂 （32）聞道今宵是上元，銀燈火樹耀長天；無端一陣狂風雨，萬家燈熄斷管弦。 解曰：凡事不宜                                                   |
| 丙申 | 2016年2月9日  | 劉業強 | 72（上）                 | 69（中）                 | （72）丹陽飛舞去潮陽，大展翔毛彩色香；來儀偏向仁者宅，修福自然啟禎祥。 解曰：凡事大吉 （69）真似假時假似真，弄假成真那曉因；世人難識真和假，真假如何兩不分。 解曰：凡事不成，家宅平安；自身平平，求財半遂                                                   |
| 丁酉 | 2017年1月29日 | 劉業強 | 61（上）                 | 66（上）                 | （61）傳來信息果無差，轉運時來自興家；篤志雲程須著力，何天今日賜榮華。 解曰：凡事吉利 （66）真金不怕火來煅，性堅何懼小人言；只管秉心行正道，舉頭三尺有青天。 解曰：萬事大吉                                                                                 |
| 戊戌 | 2018年2月17日 | 劉業強 | 21／41（中） （有爭議）  | 21／41（中） （有爭議）  | （21）頃畝之田歲月深，祖宗創積到于今；勸君勿論多和少，寸土原來一寸金。 解曰：家宅興旺，自身平安；求財半遂，佔病不妨 （41）攝衣欲過灘頭淺，轉計回來怕濕身；人若不信辛苦事，何能取得保安寧。 解曰：凡事小心，自身平吉；求財吉利，家宅後吉                     |
| 己亥 | 2019年2月6日  | 劉業強 | 86（中）                 | 82（下）                 | （86）石田為業喜非常，畫餅將來未見香；怎曉田耕耘不得，那知餅食不充腸。 解曰：出入謹慎，家宅不吉；自身平安，求財不遂 （82）心中日復自思量，時運未通怎主張；進退難為無定處，恐防患禍與災殃。 解曰：出入謹慎，凡事小心                                         |
| 庚子 | 2020年1月26日 | 劉業強 | 92（中）                 | 71（上）                 | （92）人生何在逞英豪，天理人情只要公；天眼恢恢疏不漏，定然作福福來縱。 解曰：家宅平平，作福加增；自身平安，婚姻成合 （71）龍吟溪外水自甘，虎笑崗中去複還；境傑風雲能際會，地靈潮障兩相參。 解曰：萬事亨通                                                   |
| 辛丑 | 2021年2月13日 | 劉業強 | 45（中）                 | 14（中）                 | （45）下手須教一著先，世情局面苦徒然；積薪歷火非無事，識者能知火未燃。 解曰：凡事不合，自身平安；家宅小吉，求財不大 （14）鉞能罰惡明天憲，善能禎祥惡災殃；公道但存方寸地，那有驟雨列風霜。 解曰：家宅平平，占病作福；自身平安，出入平利；婚姻不合，求財半遂 |
| 壬寅 | 2022年2月2日  | 劉業強 | 38（中）                 | 4（中）                  | （38）人扳高處求真果，我向低邊拾芥羌；媚奧不如去媚灶，莫教步獵逞英豪。 解曰：凡事守舊，自身平安；家宅興旺，求財遂意 （4）福無私與皆天賜，禍不空生自有招；一片婆心能積善；自然福長禍潛消。 解曰：家宅興吉，求財半遂；自身平安，堅心求謀                      |
| 癸卯 | 2023年1月23日 | 劉業強 | 11（中）                 | 84（上）                 | （11）威人威威不是威，只當着力有箴規；白登曾起高皇閣，終被張良守舊圍。 解曰：凡事守舊，求財遂意；自身得運，婚姻不合 （84）司晨守夜犬與雞，防範小人吠與啼；既有靈音來相報，萬事亨通任你為。 解曰：出入吉事，萬事興隆                                         |
| 甲辰 | 2024年2月11日 | 劉業強 | 15（中）                 | 50（上）                 | （15）斧斤持以入山林，未得之時那處尋；損了良材失卻力，獻君留住待春臨。 解曰：家宅平吉，占病作福；婚姻不合，自身平安；求財未遂 （50）困甚離家歲月長，失羣孤雁正思量；馬牛不及終須及，縱事無方卻有方。 解曰：先難後易，家宅安吉；自身平安，求財大吉           |
| 乙巳 | 2025年1月30日 | 劉業強 | 24（中）                 | 82（下）                 | （24）生前不作虧心事，只為貪心惹是非；若得貴人相勉力，莫教枉費用心機。 解曰：不可貪心，自身平安；家宅安吉，占病作福 （82）心中日復自思量，時運未通怎主張；進退難為無定處，恐防患禍與災殃。 解曰：出入謹慎，凡事小心                                         |

## 2018年兩籤對調事件
2018年，劉業強與沙田鄉事委員會副主席李志麒同時在車公廟，分別為香港和沙田求籤，但宣布籤文時，雙方求到的籤（21號和41號）懷疑被對調，導致司儀起初宣布劉業強為香港求得41號籤。司儀後來指劉求得的其實是21號籤。其後沙田鄉事委員會主席莫錦貴指，即使錄影片段證實是調亂籤，事情也是神明安排，不會更正結果。而劉業強則指，是車公神示將籤文調轉，認為應繼續以21號籤解讀香港運程。
儘管莫劉兩人之說，有人懷疑41號籤才是真正求到的「香港」籤。有解籤專家說41號籤其實是中下籤，寓意香港來年有避無可避的厄運，所以比21號為差。
為免再發生此情況，翌年的求籤活動中大會特意安排兩名經生協助求籤，分兩次宣佈香港及沙田求得的籤。